# Milvia Maglione
Milvia Maglione, née le 5 mai 1934 à Bari en Italie et morte le 18 mai 2010 à Paris, est une peintre italienne.

## Biographie
Milvia Maglione nait en 1934 à Bari en Italie. Désirant devenir peintre, elle quitte le sud de l'Italie pour Milan.
En 1960, arrivée en France, elle rejoint les Nouveaux réalistes, puis des groupes de plasticiennes dans les années 1970. 
Elle valorise le travail textile féminin et s'intéresse également aux objets de la vie quotidienne d'une femme. Elle peint également des paysages et des personnes accompagnées de petits objets, ainsi que des bijoux aux couleurs vives.
En 1976, elle participe à la seule exposition d'artistes françaises de la AIR Gallery de New York intitulée Combative Acts, Profiles and Voices. En 1981, elle inaugure la galerie des femmes à Paris. Lors d'Elles@centrepompidou, elle expose de longs draps brodés représentant de multiples objets. Elle participe également à beaucoup de salons parisiens et d'expositions féministes, telles que Féminie-Dialogue.
Elle enseigna les arts plastiques à l'université Paris-VIII-Vincennes-Saint-Denis.
Elle meurt d'un cancer en mai 2010 à Paris, à l'âge de 76 ans.

## Vie privée
Elle a un fils.